# Günter Beer
Günter Beer (Olbernhau, 21 de noviembre de 1926 - Fráncfort del Meno, 17 de febrero de 2012) fue un piloto de motociclismo alemán, que participó en el Campeonato del Mundo de Motociclismo desde 1955 hasta 1966.

## Biografía
Günter Beer ocupó el sexto lugar en 1954 con un Águila de 250 cc en la carrera Field Hill. En 1958, Beer acabó noveno en la clasificación mundial de 250 cc con un cuarto lugar en el Gran Premio de Suecia en Hedemora y en Gran Premio de las Naciones en Monza. Entre 1962 y 1966 ganó el Campeonato Alemán de Ruta en cinco ocasiones.
Durante las vacaciones de invierno, Günter Beer trabajó como instructor de esquí en Zürs am Arlberg y, por lo tanto, siempre pudo comenzar la nueva temporada de carreras con mucho entrenamiento.
Después de su carrera deportiva en motocicletas, Günter Beer se convirtió en director gerente del centro de deportes de invierno en Sankt Andreasberg en las montañas de Harz. Manejaba cuatro remontes y usó excavadoras modernas y cañones de nieve en Matthias-Schmidt-Berg, la montaña de 700 metros de altura de St. Andreasberg.
Günter Beer murió el 17 de febrero de 2012 de un derrame cerebral.

## Resultados en el Campeonato del Mundo
Sistema de puntuación desde 1950 hasta 1968:
| Posición | 1.º | 2.º | 3.º | 4.º | 5.º | 6.º |
| Puntos   | 8   | 6   | 4   | 3   | 2   | 1   |

### Carreras por año
(Carreras en negrita indica pole position; Carreras en cursiva indica vuelta rápida)
| Año  | Clase | Moto     | 1     | 2       | 3       | 4       | 5       | 6       | 7       | 8      | 9     | 10      | 11    | 12    | 13    | Pts. | Pos. |
| ---- | ----- | -------- | ----- | ------- | ------- | ------- | ------- | ------- | ------- | ------ | ----- | ------- | ----- | ----- | ----- | ---- | ---- |
| 1955 | 250cc | Adler    |       |         | IOM -   | GER -   | NED 7   | ULS -   | NAT 11  |        |       |         |       |       |       | 0    | -    |
| 1956 | 250cc | Adler RS | IOM - | NED -   | BEL Ret | GER 10  | ULS -   | NAT Ret |         |        |       |         |       |       |       | 0    | -    |
| 1957 | 250cc | Adler    | GER - | IOM -   | NED 7   | BEL 6   | ULS -   | NAT 9   |         |        |       |         |       |       |       | 1    | 19.º |
| 1958 | 250cc | Adler    | IOM - | NED 9   |         | GER 9   | SWE 4   | ULS -   | NAT 4   |        |       |         |       |       |       | 6    | 7.º  |
| 1959 | 250cc | Adler    |       | IOM -   | GER -   | NED -   |         | SWE 9   | ULS 6   | NAT 16 |       |         |       |       |       | 1    | 16.º |
| 1960 | 250cc | Adler    |       | IOM -   | NED 12  | BEL 6   | GER 9   | ULS -   | NAT Ret |        |       |         |       |       |       | 1    | 19.º |
| 1961 | 250cc | Adler    | ESP - | GER -   | FRA -   | IOM Ret | NED -   | BEL -   | RDA -   | ULS -  | NAT - | SWE Ret | ARG - |       |       | 0    | -    |
| 1962 | 50cc  | Kreidler | ESP - | FRA -   | IOM -   | NED -   | BEL -   | RFA -   |         | RDA -  | NAT - | FIN -   | ARG 6 |       |       | 0    | -    |
| 1962 | 250cc | Adler    | ESP - | FRA -   | IOM -   | NED 7   | BEL 4   | RFA 4   | ULS -   |        | NAT - | FIN -   | ARG - |       |       | 6    | 13.º |
| 1963 | 250cc | Honda    | ESP - | GER Ret | FRA -   | IOM -   | NED Ret | BEL Ret | ULS -   | RDA -  | FIN - | NAT -   | ARG - | JPN - |       | 0    | -    |
| 1964 | 250cc | Honda    | USA - | ESP -   | FRA -   | IOM -   | NED 10  | BEL 10  | GER 7   | RDA -  | ULS - |         | NAT 8 | JPN - |       | 0    | -    |
| 1965 | 250cc | Norton   | USA - | GER 5   | ESP -   | FRA -   | IOM -   | NED 11  | BEL 7   | RDA -  | CZE 7 | ULS -   | FIN - | NAT 6 | JPN - | 3    | 22.º |
| 1966 | 250cc | Bultaco  | ESP - | GER 6   | FRA -   | NED -   | BEL 12  | RDA -   | CZE 10  | FIN -  | ULS - | IOM -   | NAT - | JPN - |       | 1    | 27.º |